# خوان دي توريخا
خوان دي توريخا ‏(1604 - 1666 ) مهندس معماري. قام برسم وتصميم مستشفى مونتسيرات بين عامي 1658 و1678.